# Beniamino Gigli

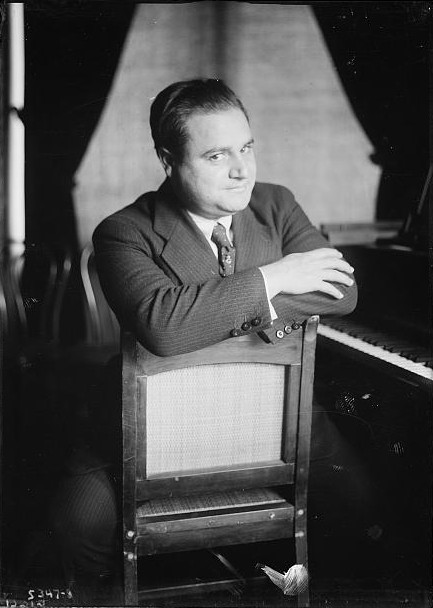

Beniamino Gigli (Recanati, 20 de março de 1890 - Roma, 30 de novembro de 1957) foi um tenor italiano de fama internacional, dotado de uma voz de grande e rara extensão, chamado de Caruso Segundo, em memória ao (considerado por muitos) melhor tenor do mundo, Enrico Caruso, entretanto ele preferia ser chamado de Gigli Primeiro.

## Biografia
Beniamino Gigli nasceu em Recanati, uma província de Macerata. Gigli mostrou desde cedo uma grande facilidade para o canto, sendo aceito para o Coro Pueri Cantores, da Catedral da província.
Começou a estudar canto com o maestro Quirino Lazzarini, que era organista e diretor do Coro da Santa Casa de Loreto. Depois disso, em 1911 venceu um concurso concorrendo a uma bolsa, conseguindo, assim, entrar no Santa Cecília, em Roma, sob os ensinamentos de Enrico Rosati.
Gigli fez sua estreia com o personagem Enzo, de Gioconda, uma ópera de Amilcare Ponchielli no Teatro Social de Rovigo em 15 de outubro de 1914, depois de vencer outro concurso em Parma.
Em novembro de 1918 cantou no La Scala de Milão, na ópera Mefistofele de Arrigo Boito, com a direção de Arturo Toscanini.
Em 26 de novembro de 1920 estreou no Metropolitan Opera de Nova Iorque, novamente com a obra Mefistofele; seguiu com Andrea Chérnier de Umberto Giordano, que cantou durante doze temporadas consecutivas, La Bohème de Puccini, L'elisir D'amore de Gaetano Donizetti e outros sucessos. Foi o principal tenor do Metropolitan Opera por doze anos seguidos, sucedendo ao mito italiano, Enrico Caruso.
Sua voz foi celebrada com "Nova" e, decisivamente, a mais famosa e representativa do período fascista.
Em 1932 retornou à Roma. Depois da guerra voltou à atividade, apenas parando em 1955.
Encenou 16 filmes, com Alida Valli, Isa Miranda, Maria Cebotari entre outras intérpretes famosas.
Foi um dos mais famosos cantores de música napolitana, grande intérprete de músicas de Ernesto de Curtis. Participou do filme Carosello Napoletano, de Ettore Giannini em 1953, onde cantou O Sole Mio, Funiculì Funiculà, Voce è Notte e Marechiare.
Em 1955 ele fez a turnê de adeus aos Estados Unidos, com três concertos, em abril no Carnegie Hall, que está publicada em LP. O último concerto de sua vida foi em 25 de Maio de 1955 no Constitution Hall de Washington.

## A Morte
Pouco depois do meio dia, do dia 30 de novembro de 1957 morre em Roma, graças a um ataque de broncopneumonia, tinha 67 anos.
Vinha sofrendo com essa doença por apenas dois dias.
Anteriormente, ele foi atingido por uma miocardite, que vinha se agravando com o passar do tempo. A miocardite ocorreu graças a sua turnê fatigante pela Europa, Estados Unidos e Canadá.

## Honra
Cavaleiro da Legião de Honra

## Critica
Nenhum crítico afirma o contrário, Gigli teve uma das mais belas vozes de tenor do século passado, era homogênea, musicalíssima, dotada de harmônicos naturais inconfundíveis.
Gigli se tornou um dos mais famosos intérpretes do repertório de Donizetti, que realizou até depois da Segunda Guerra Mundial, com performances memoráveis de L'elisir D'amore ou Lucia di Lammermoor. Mas também foi um grande interprete de Verdi, incluindo Aida e Il Trovatore.
Foi um excelente intérprete realista, com um número gigante de performances de Pagliacci e Cavalleria Rusticana. A fama do cantor também deve-se a sua série de discos dedicados a música romântica, incluindo a canção Mamma e Non Ti Scordar di Me.

## Filmografia
- Non ti scordar di me, de Augusto Genina (1935)
- Sinfonie di cuori, de Karl Heinz Martin (1936)
- Ave Maria, de Joannes Riemann (1936)
- Giuseppe Verdi, de Carmine Gallone (1938)
- Solo per te, de Carmine Gallone (1938)
- Marionette, de Carmine Gallone (1938)
- Casa lontana, de Johannes Riemann (1940)
- Ritorno, de Geza von Bolvary (1940)
- Mamma, de Guido Brignone (1941)
- Vertigine de Guido Brignone (1941)
- Silenzio si gira!, de Carlo Campogalliani (1943)
- Pagliacci, de Giuseppe Fatigati (1943)
- Voglio bene soltanto a te, de Giuseppe Fatigati (1946)
- Follie per l'opera, de Mario Costa (1947)
- Una voce nel tuo cuore , de Alberto Traversa (1949)
- Taxi di notte, de Carmine Gallone (1950)

## Biografia
- 2005. Luigi Inzaghi.

## Posteridade
Em 1993, na Finlândia, o Clube Finlandês Beniamino Gigli, criou o Prêmio Beniamino Gigli para homenagear este grande tenor.